# Пакошево
Пакошево (на македонска литературна норма: Пакошево) е село в община Зелениково на Северна Македония.

## География
Селото е разположено в областта Блатия на левия бряг на река Вардар срещу Гара Зелениково в Таорската клисура.

## История
В XIX век Пакошево е село в Скопска каза на Османската империя. Според статистиката на Васил Кънчов („Македония. Етнография и статистика“) от 1900 година Пакошево е населявано от 90 жители българи християни.
В началото на XX век цялото християнско население на селото е сърбоманско под върховенството на Цариградската патриаршия. Според патриаршеския митрополит Фирмилиан в 1902 година в селото има 8 сръбски патриаршистки къщи. По данни на секретаря на Българската екзархия Димитър Мишев („La Macédoine et sa Population Chrétienne“) в 1905 година в Пакошево има 32 българи патриаршисти сърбомани.
След Междусъюзническата война в 1913 година селото попада в Сърбия.
На етническата си карта от 1927 година Леонард Шулце Йена показва Пакошево (Pakoševo) като село с неясен етнически състав.
Според преброяването от 2002 година селото има 247 жители.
| Националност | Всичко |
| македонци    | 210    |
| албанци      | 0      |
| турци        | 0      |
| роми         | 27     |
| власи        | 0      |
| сърби        | 10     |
| бошняци      | 0      |
| други        | 0      |

## Личности
Родени в Пакошево
- Стойко Якимов, сръбски учител